# Cleveland-klass (kryssare)
Cleveland-klass var en fartygsklass av lätta kryssare byggda för den den amerikanska flottan under Andra Världskriget. 
Av 52 beställda fartyg slutfördes 27, tre avbeställdes, nio byggdes om till lätta hangarfartyg av Independence-klass. 13 ändrades till Fargo-klassen kryssare, varav endast två kom att slutföras.

### Webbkällor
- ”Cleveland Class Light Cruisers” (på engelska). http://www.historyofwar.org/articles/weapons_cleveland_class_cruisers.html. Läst 30 januari 2022.